# Casere (Predoi)
Casere (Kasern o Knappenegg in tedesco) è una frazione del comune italiano di Predoi, in provincia di Bolzano.

## Geografia fisica
È il terzo centro abitato più a nord d'Italia, appena sotto la Vetta d'Italia, dopo i vicini microvillaggi di malghe di Pratomagno (Prastmann) e Fonte della Roccia (Trinkstein). Si trova a 1.600 metri d'altezza in cima alla valle Aurina. È dominata dalle imponenti vette del Pizzo Rosso (Rötspitze) e del Picco dei Tre Signori (Dreiherrnspitze) e dai rispettivi ghiacciai. La popolazione residente, 87 abitanti, è di lingua tedesca.

## Toponimo
Il più antico toponimo attestato, nel 1315-1325, è ze Chesern, quindi nel 1406 come Kessres-Swaig e nel 1770 come Kasern. Il nome deriva etimologicamente dal termine tecnico per una malga che produce latticini e formaggi, la cosiddetta "casera" (dal latino caseus, "formaggio").

## Punti d'interesse
A Casere si trova la chiesetta di Santo Spirito, costruita nel 1455 in stile tardogotico, che venne consacrata dal cardinale Nicola Cusano, principe vescovo di Bressanone, una delle chiese più antiche di tutto il Tirolo ed eccezionale valore artistico per il ciclo di affreschi che vi si conservano; oltre questi, vi si può ammirare un bellissimo tabernacolo barocco, una bella raffigurazione lignea delle tre persone della SS. Trinità e un particolarissimo crocefisso, la cui realizzazione si colloca agli inizi del XVII secolo, durante la Guerra dei trent'anni.
Tra la chiesa e l'abitato di Casere si trova il centro informativo del parco naturale Vedrette di Ries-Aurina.
Inoltre, fulcro dell'abitato è il Berghotel Kasern, luogo di eccezionale valore storico tutelato dalla Provincia, che ininterrottamente da oltre 500 anni fornisce assistenza, ristoro ed ospitalità a viandanti e pellegrini, prima come ospizio e locanda, oggi come albergo altomontano.
A Casere è stato interamente girato il film "Cristallo di rocca" con Virna Lisi e Piero Nuti.